# Kathy Radzuweit
Kathy Radzuweit est une ancienne joueuse de volley-ball allemande née le 2 mars 1982 à Berlin. Elle mesure 1,96 m et jouait au poste de centrale. Elle a totalisé 204 sélections en équipe d'Allemagne. Elle a terminé sa carrière en juillet 2015. Son père est originaire de Cuba.

## Clubs
| Club                    | De        | À         |
| ----------------------- | --------- | --------- |
| VC Olympia Berlin       | 1998-1999 | 2000-2001 |
| Volley Cats Berlin      | 2001-2002 | 2001-2002 |
| TSV Bayer 04 Leverkusen | 2002-2003 | 2006-2007 |
| Joy Volley Vicenza      | 2007-2008 | 2007-2008 |
| Pallavolo Donoratico    | 2008-2009 | 2008-2009 |
| VT Aurubis Hamburg      | 2009-2010 | 2010-2011 |
| Rabita Bakou            | 2011-2012 | 2011-2012 |
| SC Potsdam              | 2012-2013 | 2014-2015 |

## Palmarès

### Clubs
- Championnat du monde des clubs
  - Vainqueur : 2011.
- Championnat d'Azerbaïdjan
  - Vainqueur : 2012.

### Distinctions individuelles
- Championnat d'Europe de volley-ball féminin 2003: Meilleure contreuse.